# Najlepsze wyniki juniorów młodszych w lekkoatletyce
Najlepsze wyniki juniorów młodszych w lekkoatletyce – najlepsze w historii światowej lekkoatletyki wyniki uzyskane przez zawodników do lat 17.

## Mężczyźni
| Konkurencja                        | Rezultat | Zawodnik                                                                    | Miejsce          | Data             |
| ---------------------------------- | -------- | --------------------------------------------------------------------------- | ---------------- | ---------------- |
| 100 metrów                         | 10,00    | Sorato Shimizu                                                              | Hiroszima        | 26 lipca 2025    |
| 200 metrów                         | 19,84    | Erriyon Knighton                                                            | Eugene           | 27 czerwca 2021  |
| 400 metrów                         | 44,10    | Quincy Wilson                                                               | Memphis          | 12 lipca 2025    |
| 800 metrów                         | 1:42,27  | Cooper Lutkenhaus                                                           | Eugene           | 3 sierpnia 2025  |
| 1500 metrów                        | 3:33,26  | Cameron Myers                                                               | Chorzów          | 16 lipca 2023    |
| mila                               | 3:58,07  | Jakob Ingebrigtsen                                                          | Eugene           | 27 maja 2017     |
| 3000 metrów                        | 7:32,37  | Abreham Cherkos                                                             | Lozanna          | 11 lipca 2006    |
| 2000 metrów z przeszkodami         | 5:19,99  | Meresa Kassaye                                                              | Donieck          | 12 lipca 2013    |
| 2000 metrów z przeszkodami (84 cm) | 5:31,96  | Brian Kiptoo                                                                | Nairobi          | 20 czerwca 2025  |
| 110 m przez płotki (91,4 cm)       | 12,87    | Sasha Zhoya                                                                 | Angers           | 6 lipca 2019     |
| 400 m przez płotki (84 cm)         | 48,84    | Sokwakhana Zazini                                                           | Pretoria         | 17 marca 2017    |
| Skok wzwyż                         | 2,33     | Javier Sotomayor                                                            | Hawana           | 19 maja 1984     |
| Skok o tyczce                      | 5,60i    | Matwiej Wołkow                                                              | Łódź             | 12 lutego 2021   |
| Skok w dal                         | 8,28     | Maykel D. Massó                                                             | Hawana           | 28 maja 2016     |
| Trójskok                           | 17,41    | Jordan A. Díaz                                                              | Hawana           | 8 czerwca 2018   |
| Pchnięcie kulą (5 kg)              | 24,45    | Jacko Gill                                                                  | North Shore City | 19 grudnia 2011  |
| Rzut dyskiem (1,5 kg)              | 77,50    | Mykyta Nesterenko                                                           | Kijów            | 19 maja 2008     |
| Rzut młotem (5 kg)                 | 87,82    | Mychajło Kochan                                                             | Győr             | 7 lipca 2018     |
| Rzut oszczepem (700 g)             | 89,34    | Braian Toledo                                                               | Mar del Plata    | 6 marca 2010     |
| Ośmiobój                           | 6491 pkt | Jake Stein                                                                  | Lille            | 7 lipca 2011     |
| Dziesięciobój                      | 8002 pkt | Niklas Kaul                                                                 | Cali             | 16 lipca 2015    |
| Chód na 10 000 m                   | 39:27,10 | Emiliano Barba                                                              | Lima             | 30 sierpnia 2024 |
| Sztafeta szwedzka                  | 1:49,23  | Jamajka · Waseem Williams · Michael O’Hara · Okeen Williams · Martin Manley | Donieck          | 14 lipca 2013    |

## Kobiety

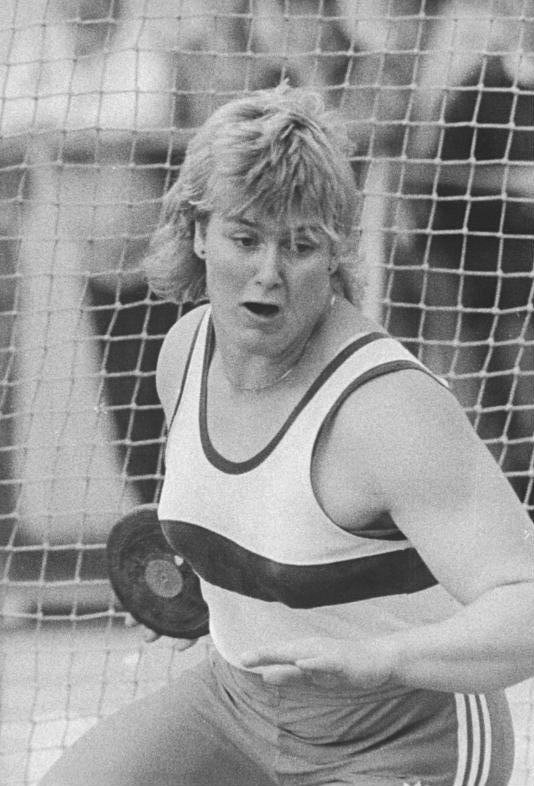
Ilke Wyludda posiada najlepszy wynik w rzucie dyskiem

| Konkurencja                                 | Rezultat | Zawodnik                                                                          | Miejsce        | Data                 |
| ------------------------------------------- | -------- | --------------------------------------------------------------------------------- | -------------- | -------------------- |
| 100 metrów                                  | 10,98    | Candace Hill                                                                      | Shoreline      | 20 czerwca 2015      |
| 200 metrów                                  | 22,42    | Amy Hunt                                                                          | Mannheim       | 30 czerwca 2019      |
| 400 metrów                                  | 50,01    | Li Jing                                                                           | Szanghaj       | 18 października 1997 |
| 800 metrów                                  | 1:57,18  | Wang Yuan                                                                         | Pekin          | 8 września 1993      |
| 1500 metrów                                 | 3:54,52  | Zhang Ling                                                                        | Szanghaj       | 18 października 1997 |
| 3000 metrów                                 | 8:32,20  | Marta Alemayo                                                                     | Rabat          | 25 maja 2025         |
| 5000 metrów                                 | 14:34,46 | Marta Alemayo                                                                     | Londyn         | 19 lipca 2025        |
| 2000 metrów z przeszkodami                  | 6:07,72  | Jolanda Kallabis                                                                  | Trewir         | 9 września 2022      |
| 3000 metrów z przeszkodami                  | 9:09,19  | Sembo Almayew                                                                     | Paryż          | 18 czerwca 2022      |
| 100 m przez płotki                          | 12,77    | Kerrica Hill                                                                      | Cali           | 6 sierpnia 2022      |
| 100 m przez płotki (76,2 cm)                | 12,71    | Kerrica Hill                                                                      | Kingston       | 9 kwietnia 2022      |
| 400 m przez płotki                          | 54,15    | Sydney McLaughlin                                                                 | Eugene         | 10 lipca 2016        |
| Skok wzwyż                                  | 1,96     | Charmaine Weavers                                                                 | Bloemfontein   | 4 kwietnia 1981      |
| Skok wzwyż                                  | 1,96     | Olga Turczak                                                                      | Donieck        | 7 września 1984      |
| Skok wzwyż                                  | 1,96     | Eleanor Patterson                                                                 | Townsville     | 7 grudnia 2013       |
| Skok wzwyż                                  | 1,96     | Vashti Cunningham                                                                 | Edmonton       | 1 sierpnia 2015      |
| Skok wzwyż                                  | 1,96i    | Jarosława Mahuczich                                                               | Mińsk          | 22 grudnia 2018      |
| Skok wzwyż                                  | 1,96     | Angelina Topić                                                                    | Kruševac       | 26 czerwca 2022      |
| Skok wzwyż                                  | 1,96     | Karmen Bruus                                                                      | Eugene         | 19 lipca 2022        |
| Skok o tyczce                               | 4,52     | Allika Inkeri Moser                                                               | Skopje         | 21 lipca 2025        |
| Skok w dal                                  | 6,91     | Heike Daute                                                                       | Jena           | 9 sierpnia 1981      |
| Trójskok                                    | 14,57    | Huang Qiuyan                                                                      | Szanghaj       | 19 października 1997 |
| Pchnięcie kulą (3 kg)                       | 20,52    | Corrie de Bruin                                                                   | Assen          | 13 czerwca 1993      |
| Rzut dyskiem                                | 65,86    | Ilke Wyludda                                                                      | Neubrandenburg | 1 sierpnia 1986      |
| Rzut młotem (3 kg)                          | 78,16    | Nova Kienast                                                                      | Mesa           | 13 grudnia 2024      |
| Rzut oszczepem                              | 65,89    | Yan Ziyi                                                                          | Quzhou         | 3 sierpnia 2025      |
| Rzut oszczepem (500 g)                      | 70,10    | Adriana Vilagoš                                                                   | Kraljevo       | 14 sierpnia 2021     |
| Siedmiobój                                  | 6301 pkt | Henriette Jæger                                                                   | Moss           | 13 września 2020     |
| Siedmiobój (seniorski, rekord nieoficjalny) | 6293 pkt | Jana Koščak                                                                       | Götzis         | 28 maja 2023         |
| Chód na 5000 m                              | 20:28,05 | Tatjana Kałmykowa                                                                 | Ostrawa        | 12 lipca 2007        |
| Sztafeta szwedzka                           | 2:03,42  | Jamajka · Christania Williams · Shericka Jackson · Chrisann Gordon · Olivia James | Lille          | 10 lipca 2011        |